# アイドリング!!!のラジオリング!!!
アイドリング!!!のラジオリング!!!はアイドリング!!!がラジオパーソナリティを務めるニッポン放送で2007年10月から2008年3月まで放送されていたラジオ番組。

## 概要
- 東貴博のヤンピースの内包箱番組として2007年10月1日に放送開始。初回は3号・遠藤舞と5号・滝口ミラが東貴博のヤンピースに2時間生出演し、番組宣伝をした。
- 最初の3週間はアイドリング!!!全員が出演し、自己紹介リング!!!として、メンバーの自己紹介を行った。
- 2007年10月22日以降はアイドリング!!!の中から2 - 3名が出演、東貴博が講師役でカメオ出演。テーマにちなんだ対決（9名総当りでその日の出演メンバーが対戦）を行い、対戦に勝ったり東に気に入られればパーソナリティポイントが加算。
- エンディングでは翌日の出演者を予告（木曜はなし）。
- 2008年3月27日放送をもって終了した。
- 2008年7月14日から7月17日までヤンピース内の企画として番組が復活した。

## 放送時間
- 月曜〜木曜 22:20〜22:35の内の5分間（東貴博のヤンピース内包）

## パーソナリティ
通常はアイドリング!!!メンバーの中から2 - 3名が出演していた。
- アイドリング1号…加藤沙耶香（かとう さやか）
- アイドリング2号…小泉瑠美（こいずみ るみ）
- アイドリング3号…遠藤舞（えんどう まい）
- アイドリング4号…江渡万里彩（えと まりあ）
- アイドリング5号…滝口ミラ（たきぐち みら）
- アイドリング6号…外岡えりか（とのおか えりか）
- アイドリング7号…谷澤恵里香（やざわ えりか）
- アイドリング8号…フォンチー（ふぉんちー）
- アイドリング9号…横山ルリカ（よこやま るりか）

## テーマ

### 2007年
- 自己紹介（2007年10月2日 - 2007年10月16日）
- タイトルコーリング!!!（2007年10月17日 - 2007年10月18日）
- ラジオの前のあなたリング!!!（2007年10月22日 - 2007年10月25日）
- 前週のテーマを活かしてのメール紹介（2007年10月29日 - 2007年11月1日）
- あいさつリング!!!（2007年11月5日 - 2007年11月8日）
- イントリング!!!（2007年11月12日 - 2007年11月15日）
- タイムリング!!!（2007年11月19日 - 2007年11月22日）
- 表現リング!!!（2007年11月26日 - 2007年11月29日）
- フードリング!!!（2007年12月3日 - 2007年12月6日）
- I1（アイワン）グランプリング!!!（2007年12月10日 - 2007年12月13日）
- ホットリング!!!（2007年12月17日 - 2007年12月20日）
- メリクリング!!!（2007年12月25日）
- しめくくリング!!!（2007年12月26日 - 2007年12月27日）

### 2008年
- 賀正リング!!!（2008年1月1日）
- チューリング!!!（2008年1月3日）
- 早口リング!!!（2008年1月7日 - 2008年1月10日）
- ハタチリング!!!（2008年1月14日 - 2008年1月17日）
- サイコリング!!!（2008年1月21日　- 2008年1月25日）

※この週は「アイドリング!!!生ラジオリング!!!ウィーク！」で「ラジオリング!!!」も生放送で行われたため、出演したのは1号･加藤、2号･小泉、3号･遠藤、5号･滝口のみ。
※5号･滝口については、「南海キャンディーズ 山里亮太のヤンピース フライデースペシャル」内で行われたため、講師は山里亮太。
- ボギャブリング!!!（2008年1月28日 - 2008年1月31日）
- ジングリング!!!（2008年2月4日 - 2008年2月7日）
- バレンタイング!!!（2008年2月11日 - 2008年2月14日）
- ウカリング!!!（2008年2月18日 - 2008年2月21日）

※2号･小泉、3号･遠藤が風邪のため欠席。
- だいじリング!!!（2008年2月25日 - 2008年2月28日）
- 平安絵巻ひなまつリング!!!（2008年3月3日 - 2008年3月6日）
- ホワイトデリング!!!（2008年3月10日 - 2008年3月13日）
- 一発逆転リング!!!（2008年3月17日 - 2008年3月20日）
- 冠リング!!!（2008年3月24日 - 2008年3月26日）

※パーソナリティーポイント獲得上位3名（2008年3月24日は4号・江渡、3月25日は1号・加藤、3月26日は5号・滝口）が担当。
- サンキュリング!!!（2008年3月27日）
- 復活、生ラジオリング!!!（2008年7月14日- 2008年7月17日）

※この週は「アイドリング!!!ウィーク！」として「ラジオリング!!!」も生放送で行われたため、18歳以上のメンバー1号･加藤、2号･小泉、3号･遠藤、5号･滝口、12号・河村、14号・酒井が出演。番組内容と出演者は次の通り。
告白リング!!!（2008年7月14日）
2号・小泉、3号・遠藤、12号・河村が出演。
めっさかわいい声リング!!!（2008年7月15日）
1号・加藤、3号・遠藤、5号・滝口が出演。
手売リング!!!（2008年7月16日）
1号・加藤、12号・河村、14号・酒井が出演。
クイズリング!!!（2008年7月17日）
2号・小泉、5号・滝口、14号・酒井が出演。

## 主題歌
- オープニングテーマ

アイドリング!!!「ガンバレ乙女（笑）」
- エンディングテーマ

アイドリング!!!「friend」